# Escala ABCD²
|          | Edad      | Presión arterial | Características clínicas                  | Duración            | Diabetes          |
| -------- | --------- | ---------------- | ----------------------------------------- | ------------------- | ----------------- |
| 0 puntos | < 60 años | normal           | ninguno de los mencionados abajo          | Menos de 10 minutos | sin diabetes      |
| 1 punto  | ≥60 años  | mayor de ≥140/90 | alteración del lenguaje sin déficit motor | 10 - 59 minutos     | diabetes presente |
| 2 puntos |           |                  | Déficit motor unilateral                  | ≥60 minutos         |                   |

La escala ABCD² es el resultado de una puntuación clínica para determinar el riesgo de accidente cerebrovascular dentro de los primeros dos días después de un accidente isquémico transitorio (AIT), un trastorno en la cual la escasez de oxígeno en el cerebro produce disfunción cerebral temporal. Recientemente se ha demostrado su utilidad en predecir el riesgo de accidente cerebrovascular recurrente en las siguientes horas seguidas de un AIT o de un accidente cerebrovascular leve.
La escala ABCD² se basa en cinco parámetros (por sus siglas en inglés): edad (Age), presión arterial (Blood pressure), las características Clínicas, y la Duración de la AIT, y la presencia de la Diabetes. Cada parámetro recibe una calificación y los resultados se añaden a un resultado que oscila entre cero y siete. El resultado de la escala ABCD² es una versión modificada de la antigua escala ABCD, que abarcaba los mismos parámetros, menos la diabetes.

## Historia
La escala ABCD² deriva de la escala ABCD, diseñada por un equipo de investigadores en Oxford, Inglaterra en el año 2005. Usando tres cohortes de pacientes, los autores desarrollaron criterios para predecir el riesgo de accidente cerebrovascular en los 7 días después del diagnóstico de accidente isquémico transitorio (AIT), mejorando así el manejo de estos pacientes. Los resultados demostraron que a mayor número de factores de riesgo presentes en pacientes con un AIT, mayor es la probabilidad de un derrame cerebral. En 2007, otro grupo de investigadores en San Francisco y Oakland añadió el quinto criterio, la diabetes renombrando la estratificación ABCD², que en el presente es la estratificación de riesgos más validada para asegurar las intervenciones adecuadas en pacientes con AIT.

## Interpretación
Los pacientes que son abordados inmediatamente después de un accidente isquémico transitorio deben ser evaluados sobre la base de su riesgo a corto plazo de presentar un accidente cerebrovascular. Una estratificación de los factores de riesgo permite a los especialistas clínicos tomar decisiones racionales sobre quien hospitalizar, que pacientes requieren intervenciones de urgencia o evaluaciones adicionales para prevenir un accidente cerebrovascular. El riesgo de un derrame cerebral puede ser estimado de la escala ABCD2 de la siguiente manera:
- Puntuación 1-3 (bajo riesgo)
  - Riesgo al cabo de 2 días = 1.0%
  - Riesgo al cabo de 7 días = 1.2%
- Puntuación de 4-5 (riesgo moderado)
  - Riesgo al cabo de 2 días = 4.1%
  - Riesgo al cabo de 7 días = 5.9%
- Puntuación de 6–7 (riesgo alto)
  - Riesgo al cabo de 2 días = 8.1%
  - Riesgo al cabo de 7 días = 11.7%

La escala ABCD2 tiene la desventaja que no correlaciona con el subtipo etiológico de AIT de mayor riesgo de recurrencia: el infarto isquémico aterotrombótico. Además, aunque las investigaciones han tolerado el escrutinio de la comunidad científica, tiene cierta debilidad por razón de que el diagnóstico del accidente isquémico transitorio no se fundamentó en una definición uniforme.
Por lo general, la evaluación de un accidente isquémico transitorio se completa con un ultrasonido carotídeo sistemático y, en algunos casos, una angiografía por tomografía computarizada y un electrocardiograma en las primeras 24 horas desde el inicio de la sintomatología.